# Funkcja świecenia
Funkcja świecenia lub funkcja jasności (ang. luminosity function) – zależność opisująca liczbę obiektów o danej jasności absolutnej. Funkcja świecenia najczęściej odnosi się do gwiazd lub galaktyk.
W przypadku galaktyk zazwyczaj stosuje się różniczkową funkcję świecenia Φ(L), określającą liczbę galaktyk o jasnościach absolutnych zawartych między L a L+dL. Najpowszechniej używa się zależności podanej przez Schechtera w 1976 roku:
{\displaystyle \Phi (L)=\Phi ^{*}\left({\frac {L}{L^{*}}}\right)^{\alpha }\mathrm {exp} \left(-{\frac {L}{L^{*}}}\right){\frac {1}{L^{*}}}\;,}
gdzie Φ*, L* i α są parametrami określanymi poprzez dopasowanie do danych obserwacyjnych.
W sytuacji, gdy jasność wyrażamy w magnitudo, powyższa funkcja Schechtera przyjmuje bardziej skomplikowaną postać:
{\displaystyle \Phi (M)=0.4\ln(10)\,\Phi ^{*}\,10^{0.4\,(\alpha +1)\,(M^{*}-M)}\,\exp \left[-10^{0.4\,(M^{*}-M)}\right]\;,}
gdzie M* jest jasnością absolutną (w magnitudo) odpowiadającą jasności L*.
Znajomość uniwersalnej funkcji świecenia dla galaktyk pozwala na wyliczenie tzw. gęstości światła we Wszechświecie:
{\displaystyle j_{L}=\int _{0}^{\infty }L\,\Phi (L)\,dL\;,}
co dla funkcji Schechtera przyjmuje postać
{\displaystyle j_{L}=\Phi ^{*}\,L^{*}\,\Gamma (\alpha +2)\;,}
gdzie Γ jest funkcją gamma.